# TNA Knockouts World Championship
El TNA Knockouts World Championship (Campeonato Mundial Knockouts de TNA, en español) es un campeonato femenino de lucha libre profesional creado y utilizado por la compañía estadounidense Total Nonstop Action Wrestling (TNA). El campeonato fue creado el 14 de octubre de 2007, teniendo como primera campeona a Gail Kim. La campeona actual es Jacy Jayne, quien se encuentra en su primer reinado.
Es el campeonato femenino de mayor antigüedad dentro de la compañía, presentándose como el de mayor prestigio. Los combates por el campeonato suelen ser el parte de los eventos pago por visión (PPV) de la empresa — incluido Bound for Glory, el evento más importante de la TNA. El nombre del campeonato viene del concepto «knockouts», que es la manera en que la empresa denomina a sus luchadoras.
Desde la creación del campeonato hasta septiembre de 2009, fue el único campeonato femenino de la compañía, hasta la creación del TNA Knockouts Tag Team Championship.

## Historia
Desde sus inicios, la TNA contrató a luchadoras, luchando varias de ellas en los eventos de la empresa. De junio a noviembre de 2002 existió el título de Miss TNA y se nombró de 2002 a 2007 a la Luchadora del año, siendo estos los únicos logros que una luchadora podía obtener en TNA. Sin embargo, durante el primer semestre del año 2007, la TNA acogió a muchos luchadores nuevos, incluyendo luchadoras femeninas, por lo cual la empresa abrió la posibilidad de crear su propio campeonato femenino. Esta idea fue tomando fuerza, hasta que el 13 de septiembre de 2007 se anunció la creación de dicho campeonato, bajo el nombre de TNA Women's World Championship. Para coronar a la primera campeona, se programó un combate en Bound for Glory entre 10 luchadoras, saliendo Gail Kim como la primera campeona. Durante el transcurso de 2008, el nombre cambió a TNA Knockouts Championship.
El 27 de agosto de 2009, el campeonato quedó vacante por primera vez. Esto se debió a que la campeona ODB había ganado el título de forma polémica. En Hard Justice, ODB y su novio Cody Deaner se enfrentaron a la campeona Angelina Love y su compañera, Velvet Sky en un combate donde el título estaba el juego. Debido a que Deaner cubrió a Sky, ODB fue reconocida como campeona. Sin embargo, Deaner dijo que como él había hecho la cuenta, merecía ser el campeón. Ante esta situación, la TNA dejó el título vacante y se programó un combate entre ambos en No Surrender, el cual ganó ODB.
Tras la compra de TNA por parte de Anthem Sports & Entertainment y al cambiar su nombre a "Impact Wrestling", el título cambió de nombre a Impact Knockouts Championship. Se anunció que en Slammiversary XV, la empresa volvería a cambiar de nombre; esta vez a "GFW Wrestling" (sigla que pertenecía a la absorbida Global Force Wrestling de Jeff Jarrett). En Slammmiversary XV, la Campeona de Knockouts de Impact Rosemary se enfrentó a la Campeona Femenina de la GFW Sienna donde la ganadora, unificaría ambos títulos, siendo Sienna la ganadora. A raíz de esto, el título fue renombrado a Unified GFW Knockouts Championship.
En Destination X, se presentó el nuevo diseño del título el cual, fue renombrado como GFW Knockouts Championship.

## Nombres
| Nombre                              | Años            |
| ----------------------------------- | --------------- |
| TNA Women's World Championship      | 2007 — 2008     |
| TNA Knockouts Championship          | 2008 — 2017     |
| Impact Knockouts Championship       | 2017            |
| Unified GFW Knockouts Championship  | 2017            |
| GFW Knockouts Championship          | 2017            |
| Impact Knockouts Championship       | 2017 — 2021     |
| Impact Knockouts World Championship | 2021 — 2024     |
| TNA Knockouts World Championship    | 2024 — presente |

## Campeonas

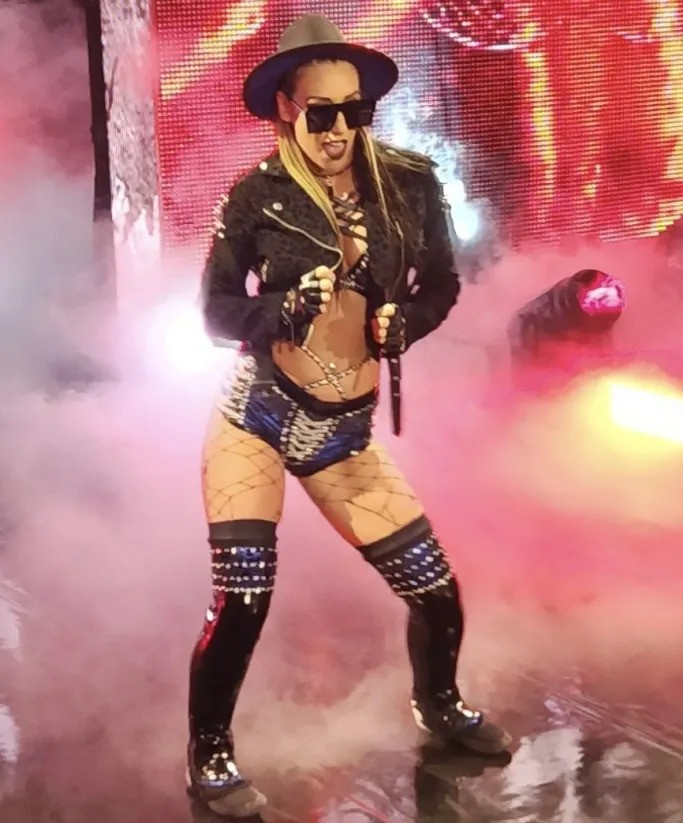
La campeona actual, Jacy Jayne.

El Campeonato de Knockouts de Impact es el campeonato máximo de la empresa para la división femenina, creado en octubre de 2007. La campeona inaugural fue Gail Kim, quien derrotó a otras nueve participantes, y desde entonces ha habido 28 distintas campeonas oficiales, repartidas en 66 reinados en total. Además, el campeonato ha sido declarado vacante en tres ocasiones a lo largo de su historia. Gail Kim, Angelina Love, Winter, Rosemary, Allie, Laurel Van Ness, Taya Valkyrie y Masha Slamovich son las ocho luchadoras no estadounidenses que han ostentado el título.
El reinado más largo en la historia del título le pertenece a Taya Valkyrie, quien mantuvo el campeonato por 377 días durante el 2019 y 2020. Por otro lado, el reinado más corto en la historia lo posee Gail Kim en su séptimo reinado con solo 18 horas en 2017, momento en que anunció su retiramiento de la lucha libre profesional.
En cuanto a los días en total como campeona (un acumulado entre la suma de todos los días de los reinados individuales de cada luchadora), Gail Kim posee el primer lugar, con 710 días como campeona entre sus siete reinados. Le siguen la actual campeona, Jordynne Grace (968+ días en sus tres reinados), Deonna Purrazzo (531 días en sus dos reinados), Taya Valkyrie (377 días en su único reinado), y Awesome Kong (347 días en sus dos reinados). 
La campeona más joven en la historia es Taylor Wilde, quien a los 22 años y 150 días derrotó a Awesome Kong y ganó el campeonato, en un episodio de TNA Impact en 2008. En contraparte, la campeona más vieja es Tara, quien a los 41 años y 247 días derrotó a Miss Tessmacher, e inició así su quinto reinado como campeona. En cuanto al peso de las campeonas, Awesome Kong es la más pesada con 123 kilogramos, mientras que Miss Tessmacher/Brooke es la más liviana con 49 kilogramos.
Por último, Gail Kim es la luchadora que más reinados posee con 7, seguida por Angelina Love (6), Tara y Madison Rayne (5 reinados cada una), y ODB (4). 

### Campeona actual
La campeona actual es Jacy Jayne, quien se encuentra en su primer reinado como campeona. Jayne ganó el campeonato tras derrotar a la excampeona Masha Slamovich el 20 de julio de 2025 en Slammiversary.
Jayne registra hasta el 13 de agosto del 2025 las siguientes defensas televisadas:
1. vs. Masha Slamovich (31 de julio de 2025, TNA Impact!) — Por descalificación
2. vs. Ash by Elegance (7 de agosto de 2025, TNA Impact!) — Por descalificación

### Lista de campeonas
| N.º                                    | Campeona        | Lucha                    | Lucha              | Lucha                   | Estadísticas | Estadísticas | Notas y referencias |
| N.º                                    | Campeona        | Fecha                    | Evento             | Ubicación               | Reinado      | Días         | Notas y referencias |
| -------------------------------------- | --------------- | ------------------------ | ------------------ | ----------------------- | ------------ | ------------ | --- |
| Campeonato Knockouts de la TNA         |                 |                          |                    |                         |              |              | |
| 1                                      | Gail Kim        | 14 de octubre de 2007    | Bound for Glory    | Duluth, Georgia         | 1            | 85           | Derrotó a Roxxi Laveaux en la final de un 10 Knockouts Gauntlet match, donde también participaron Ms. Brooks, Christy Hemme, Awesome Kong, Talia Madison, Shelly Martínez, Ms. Jackie Moore, ODB y Angel Williams.                         |
| 2                                      | Awesome Kong    | 7 de enero de 2008       | iMPACT!            | Orlando, Florida        | 1            | 169          | Emitido el 10 de enero. |
| 3                                      | Taylor Wilde    | 24 de junio de 2008      | iMPACT!            | Orlando, Florida        | 1            | 121          | Emitido el 10 de julio. |
| 4                                      | Awesome Kong    | 23 de octubre de 2008    | iMPACT!            | Las Vegas               | 2            | 178          | [ 4 ] |
| 5                                      | Angelina Love   | 19 de abril de 2009      | Lockdown           | Filadelfia, Pensilvania | 1            | 67           | Derrotó a Kong y Taylor Wilde en un Six Sides of Steel match. |
| 6                                      | Tara            | 24 de junio de 2009      | iMPACT!            | Orlando, Florida        | 1            | 24           | Emitido el 9 de julio. |
| 7                                      | Angelina Love   | 19 de julio de 2009      | Victory Road       | Orlando, Florida        | 2            | 28           | [ 7 ] |
| 8                                      | ODB             | 16 de agosto de 2009     | Hard Justice       | Orlando, Florida        | 1            | 11           | Fue una lucha de parejas entre ODB & Cody Deaner contra Angelina Love & Velvet Sky, donde Deaner cubrió a Sky. |
| —                                      | Vacante         | 27 de agosto de 2009     | iMPACT!            | Orlando, Florida        | —            | —            | La figura de autoridad Mick Foley dejó el título vacante, ya que en el combate donde ODB lo ganó, fue Deaner quien hizo el pinfall y exigía ser el campeón.                                                                                |
| 9                                      | ODB             | 20 de septiembre de 2009 | No Surrender       | Orlando, Florida        | 2            | 91           | Derrotó a Cody Deaner. |
| 10                                     | Tara            | 20 de diciembre de 2009  | Final Resolution   | Orlando, Florida        | 2            | 15           | [ 10 ] |
| 11                                     | ODB             | 4 de enero de 2010       | iMPACT!            | Orlando, Florida        | 3            | 13           | [ 11 ] |
| 12                                     | Tara            | 17 de enero de 2010      | Genesis            | Orlando, Florida        | 3            | 78           | Fue un Two-out-of-Three Falls match. |
| 13                                     | Angelina Love   | 5 de abril de 2010       | iMPACT!            | Orlando, Florida        | 3            | 13           | Love fue una de las cuatro ganadoras del Lockbox Eight Knockout Elimination Tag Team match, donde ganó una llave de una caja que contenía el título.                                                                                       |
| 14                                     | Madison Rayne   | 18 de abril de 2010      | Lockdown           | St. Charles, Misuri     | 1            | 84           | Rayne & Velvet Sky derrotaron a Tara & Angelina Love, donde estaban en juego el Campeonato de Knockouts de Love y el Campeonato de Knockouts en Parejas de Rayne & Sky. Rayne cubrió a Tara y ganó el campeonato.                          |
| 15                                     | Angelina Love   | 11 de julio de 2010      | Victory Road       | Orlando, Florida        | 4            | 2            | Fue un Title vs. Career match. Love ganó por descalificación, pero el título cambió de manos. |
| 16                                     | Madison Rayne   | 13 de julio de 2010      | iMPACT!            | Orlando, Florida        | 2            | 27           | El título le fue devuelto debido a una controversia al ganarlo Love. Emitido el 22 de julio. |
| 17                                     | Angelina Love   | 9 de agosto de 2010      | The Whole F'n Show | Orlando, Florida        | 5            | 62           | Emitido el 12 de agosto. |
| 18                                     | Tara            | 10 de octubre de 2010    | Bound for Glory    | Daytona Beach, Florida  | 4            | 1            | Derrotó a Madison Rayne, Velvet Sky y Angelina Love, con Mickie James como árbitro especial. |
| 19                                     | Madison Rayne   | 11 de octubre de 2010    | iMPACT!            | Orlando, Florida        | 3            | 118          | Emitido el 14 de octubre. |
| 20                                     | Mickie James    | 17 de abril de 2011      | Lockdown           | Cincinnati, Ohio        | 1            | 112          | Fue un Title vs. Hair match. |
| 21                                     | Winter          | 7 de agosto de 2011      | Hardcore Justice   | Orlando, Florida        | 1            | 18           | Emitido el 1 de septiembre. |
| 22                                     | Mickie James    | 25 de agosto de 2011     | iMPACT!            | Huntsville, Alabama     | 2            | 17           | Emitido el 1 de septiembre. |
| 23                                     | Winter          | 11 de septiembre de 2011 | No Surrender       | Orlando, Florida        | 2            | 35           | [ 23 ] |
| 24                                     | Velvet Sky      | 16 de octubre de 2011    | Bound for Glory    | Filadelfia, Pensilvania | 1            | 28           | Derrotó a Winter, Mickie James y Madison Rayne, con Karen Jarrett como árbitro especial. |
| 25                                     | Gail Kim        | 13 de noviembre de 2011  | Turning Point      | Orlando, Florida        | 2            | 210          | [ 25 ] |
| 26                                     | Miss Tessmacher | 10 de junio de 2012      | Slammiversary X    | Arlington, Texas        | 1            | 63           | [ 26 ] |
| 27                                     | Madison Rayne   | 12 de agosto de 2012     | Hardcore Justice   | Orlando, Florida        | 4            | 4            | [ 27 ] |
| 28                                     | Miss Tessmacher | 16 de julio de 2012      | iMPACT!            | Orlando, Florida        | 2            | 59           | [ 28 ] |
| 29                                     | Tara            | 14 de octubre de 2012    | Bound for Glory    | Phoenix, Arizona        | 5            | 104          | [ 29 ] |
| 30                                     | Velvet Sky      | 26 de enero de 2013      | iMPACT!            | Londres, Inglaterra     | 2            | 117          | Derrotó a Tara, Miss Tessmacher y Gail Kim. |
| 31                                     | Mickie James    | 23 de mayo de 2013       | iMPACT!            | Tampa, Florida          | 3            | 112          | [ 31 ] |
| 32                                     | ODB             | 12 de septiembre de 2013 | iMPACT!            | St. Louis, Misuri       | 4            | 38           | Emitido el 19 de septiembre. |
| 33                                     | Gail Kim        | 20 de octubre de 2013    | Bound for Glory    | San Diego, California   | 3            | 85           | Derrotó a Brooke y ODB. |
| 34                                     | Madison Rayne   | 16 de enero de 2014      | Genesis            | Huntsville, Alabama     | 5            | 104          | [ 34 ] |
| 35                                     | Angelina Love   | 27 de abril de 2014      | Sacrifice          | Orlando, Florida        | 6            | 54           | [ 35 ] |
| 36                                     | Gail Kim        | 20 de junio de 2014      | iMPACT!            | Bethlehem, Pensilvania  | 4            | 88           | Emitido el 3 de julio. |
| 37                                     | Havok           | 16 de septiembre de 2014 | iMPACT!            | Bethlehem, Pensilvania  | 1            | 3            | Emitido el 1 de octubre. |
| 38                                     | Taryn Terrell   | 19 de septiembre de 2014 | iMPACT!            | Bethlehem, Pensilvania  | 1            | 279          | Derrotó a Havok y Gail Kim. Emitido el 19 de noviembre. |
| 39                                     | Brooke          | 25 de junio de 2015      | iMPACT!            | Orlando, Florida        | 3            | 34           | Emitido el 15 de julio. Antes conocida como Miss Tessmacher. |
| 40                                     | Gail Kim        | 29 de julio de 2015      | iMPACT!            | Orlando, Florida        | 5            | 232          | Derrotó a Brooke, Awesome Kong y Lei'D Tapa. Emitido el 16 de septiembre. |
| 41                                     | Jade            | 17 de marzo de 2016      | iMPACT!            | Orlando, Florida        | 1            | 87           | Derrotó a Gail Kim y Madison Rayne. Emitido el 5 de abril. |
| 42                                     | Sienna          | 12 de junio de 2016      | Slammiversary      | Orlando, Florida        | 1            | 61           | Derrotó a Jade y Gail Kim. |
| 43                                     | Allie           | 12 de agosto de 2016     | iMPACT!            | Orlando, Florida        | 1            | 1            | Derrotó a Sienna, Jade, Madison Rayne y Marti Bell. Emitido el 25 de agosto. |
| 44                                     | Maria           | 13 de agosto de 2016     | iMPACT!            | Orlando, Florida        | 1            | 50           | Obligó a Allie a dejarse cubrir, con el riesgo de despedirla si no lo hacía. Emitido el 1 de septiembre. |
| 45                                     | Gail Kim        | 2 de octubre de 2016     | Bound For Glory    | Orlando, Florida        | 6            | 7            | [ 45 ] |
| —                                      | Vacante         | 9 de octubre de 2016     | iMPACT!            | Orlando, Florida        | —            | —            | Debido a una lesión de Kim. |
| Campeonato Knockouts de Impact         |                 |                          |                    |                         |              |              | |
| 46                                     | Rosemary        | 9 de octubre de 2016     | iMPACT!            | Orlando, Florida        | 1            | 266          | Derrotó a Jade en un Six Sides of Steel match. Emitido el 1 de diciembre. Durante su reinado, el título se renombró como Impact Knockouts Championship.                                                                                    |
| Campeonato Knockouts de GFW            |                 |                          |                    |                         |              |              | |
| 47                                     | Sienna          | 2 de julio de 2017       | Slammiversary XV   | Orlando, Florida        | 2            | 126          | Derrotó a Rosemary en un Unification Match, donde estaban en juego el Campeonato Femenino de la GFW de Sienna y el Campeonato de Knockouts de Rosemary. Durante su reinado, el título se renombró como Unified GFW Knockouts Championship. |
| Campeonato Knockouts de Impact         |                 |                          |                    |                         |              |              | |
| 48                                     | Gail Kim        | 5 de noviembre de 2017   | Bound For Glory    | Ottawa, Ontario         | 7            | 1            | Derrotó a Sienna y Allie. Durante su reinado, el título se renombró como Impact Knockouts Championship. |
| —                                      | Vacante         | 6 de noviembre de 2017   | iMPACT!            | Ottawa, Ontario         | —            | —            | Debido al retiro de Kim. |
| 49                                     | Laurel Van Ness | 8 de noviembre de 2017   | iMPACT!            | Ottawa, Ontario         | 1            | 64           | Derrotó a Rosemary para ganar el campeonato vacante en la final de un torneo. Emitido el 7 de diciembre de 2017. |
| 50                                     | Allie           | 12 de enero de 2018      | iMPACT!            | Orlando, Florida        | 2            | 102          | Emitido el 8 de marzo. |
| 51                                     | Su Yung         | 24 de abril de 2018      | iMPACT!            | Orlando, Florida        | 1            | 110          | Fue un Last Rites Match. Emitido el 10 de mayo. |
| 52                                     | Tessa Blanchard | 12 de agosto de 2018     | iMPACT!            | Toronto, Ontario        | 1            | 147          | Derrotó a Su Yung y Allie. Emitido el 30 de agosto. |
| 53                                     | Taya Valkyrie   | 6 de enero de 2019       | Homecoming         | Nashville, Tennessee    | 1            | 377          | Gail Kim fue el árbitro especial. Este es el reinado más largo en la historia. |
| 54                                     | Jordynne Grace  | 18 de enero de 2020      | iMPACT!            | Ciudad de México        | 1            | 182          | Emitido el 11 de febrero. |
| 55                                     | Deonna Purrazzo | 18 de julio de 2020      | Slammiversary      | Nashville, Tennessee    | 1            | 98           | [ 55 ] |
| 56                                     | Su Yung         | 24 de octubre de 2020    | Bound For Glory    | Nashville, Tennessee    | 2            | 21           | |
| 57                                     | Deonna Purrazzo | 14 de noviembre de 2020  | Turning Point      | Nashville, Tennessee    | 2            | 343          | |
| Campeonato Mundial Knockouts de Impact |                 |                          |                    |                         |              |              | |
| 58                                     | Mickie James    | 23 de octubre de 2021    | Bound For Glory    | Sunrise Manor, Nevada   | 4            | 133          | Durante su reinado, el título se renombró como Impact World Knockouts Championship. Primera vez que una campeona de otra empresa ingresa a un Royal Rumble y aparecer en WWE.                                                              |
| 59                                     | Tasha Steelz    | 5 de marzo de 2022       | Sacrifice          | Louisville, Kentucky    | 1            | 106          | |
| 60                                     | Jordynne Grace  | 19 de junio de 2022      | Slammiversary      | Nashville, Tennessee    | 2            | 208          | Derrotó a Tasha Steelz, Deonna Purrazzo, Chelsea Green y Mia Yim en un Queen of the Mountain Match. |
| 61                                     | Mickie James    | 13 de enero de 2023      | Hard to Kill       | Atlanta, Georgia        | 5            | 90           | |
| —                                      | Vacante         | 25 de marzo de 2023      | Impact!            | Windsor, Ontario        | —            | —            | Debido a una lesión en las costillas de James. Emitido el 13 de abril. |
| 62                                     | Deonna Purrazzo | 16 de abril de 2023      | Rebellion          | Toronto, Ontario        | 3            | 90           | Derrotó a Jordynne Grace por el vacante campeonato. |
| Campeonato Mundial Knockouts de la TNA |                 |                          |                    |                         |              |              | |
| 63                                     | Trinity         | 15 de julio de 2023      | Slammiversary      | Windsor, Ontario        | 1            | 182          | Durante su reinado el título se renombró como TNA Knockouts World Championship y se cambió su diseño. |
| 64                                     | Jordynne Grace  | 13 de enero de 2024      | Hard to Kill       | Las Vegas, Nevada       | 3            | 287          | [ 57 ] |
| 65                                     | Masha Slamovich | 26 de octubre de 2024    | Bound for Glory    | Detroit, Míchigan       | 1            | 267          | [ 58 ] |
| 66                                     | Jacy Jayne      | 20 de julio de 2025      | Slammiversary      | Elmont, Nueva York      | 1            | 24+          | Fue un Winner Takes All Match donde el Campeonato Femenino de NXT de Jayne también estuvo en juego. Como resultado, Jayne se convirtió en la primera luchadora en ostentar ambos títulos de manera simultánea.                             |

### Total de días con el título
La siguiente lista muestra el total de días que una luchadora ha poseído el campeonato si se suman todos los reinados que posee. Actualizado a la fecha del 13 de agosto de 2025.
| + | Indica a la campeona actual |

| N.º | Luchadora              | Reinados | Total de días |
| --- | ---------------------- | -------- | ------------- |
| 1   | Gail Kim               | 7        | 711           |
| 2   | Jordynne Grace         | 3        | 677           |
| 3   | Deonna Purrazzo        | 3        | 531           |
| 4   | Mickie James           | 5        | 445           |
| 5   | Madison Rayne          | 5        | 404           |
| 6   | Taya Valkyrie          | 1        | 377           |
| 7   | Awesome Kong           | 2        | 347           |
| 8   | Taryn Terrell          | 1        | 279           |
| 9   | Masha Slamovich        | 1        | 267           |
| 10  | Rosemary               | 1        | 266           |
| 11  | Angelina Love          | 6        | 226           |
| 12  | Tara                   | 5        | 222           |
| 13  | Sienna                 | 2        | 187           |
| 14  | Trinity                | 1        | 182           |
| 15  | Brooke/Miss Tessmacher | 3        | 156           |
| 16  | ODB                    | 4        | 153           |
| 17  | Tessa Blanchard        | 1        | 147           |
| 18  | Velvet Sky             | 2        | 145           |
| 19  | Su Yung                | 2        | 131           |
| 20  | Taylor Wilde           | 1        | 121           |
| 21  | Tasha Steelz           | 1        | 106           |
| 22  | Allie                  | 2        | 103           |
| 23  | Jade                   | 1        | 87            |
| 24  | Laurel Van Ness        | 1        | 65            |
| 25  | Winter                 | 2        | 53            |
| 26  | Maria                  | 1        | 51            |
| 27  | Jacy Jayne             | 1        | 24+           |
| 28  | Havok                  | 1        | 3             |

### Mayor cantidad de reinados
| Reinados | Luchadora (as)                                           |
| -------- | -------------------------------------------------------- |
| 7 veces  | Gail Kim                                                 |
| 6 veces  | Angelina Love                                            |
| 5 veces  | Tara, Madison Rayne, Mickie James                        |
| 4 veces  | ODB                                                      |
| 3 veces  | Brooke, Deonna Purrazzo, Jordynne Grace                  |
| 2 veces  | Awesome Kong, Winter, Velvet Sky, Sienna, Allie, Su Yung |